# Dorchester on Thames
Dorchester on Tames és un municipi del Regne Unit, que pertany al comtat d'Oxfordshire (Anglaterra). En aquest poble conflueixen els rius Thame i Tàmesi. Encara que és un poble petit la seva gran església evidencia el seu passat com a seu d'un bisbat.

## Història

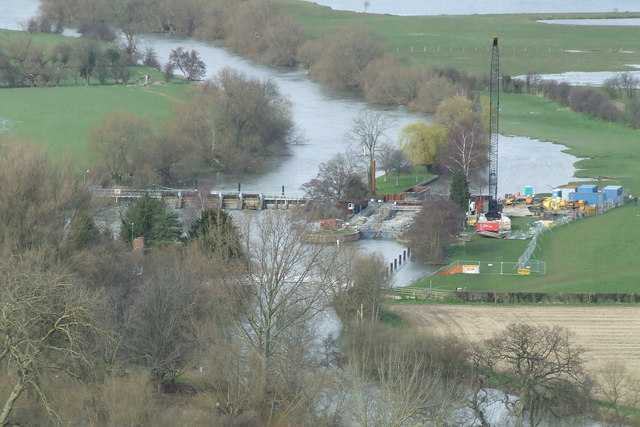
El Tàmesi a Dorchester

Aquesta zona ha estat habitada des del Neolític. Al nord del poble es va trobar un santuari de l'època neolítica que actualment està força destruït per l'explotació d'una pedrera. En un dels turons dels Sinodun Hills, a l'altra banda del Tàmesi, hi va haver un poblat protegit amb murs de l'edat del bronze que també va estar habitat en l'edat del ferro. A dalt de dos dels turons dels Sinodun Hills es distingeixen les restes d'antics cercles formats per arbres (Wittenham Clumps), les restes del que devien ser fortins. El més proper al poble de Dorchester és el turó Dyke Hills, on hi ha un d'aquests fortins de l'edat del ferro.

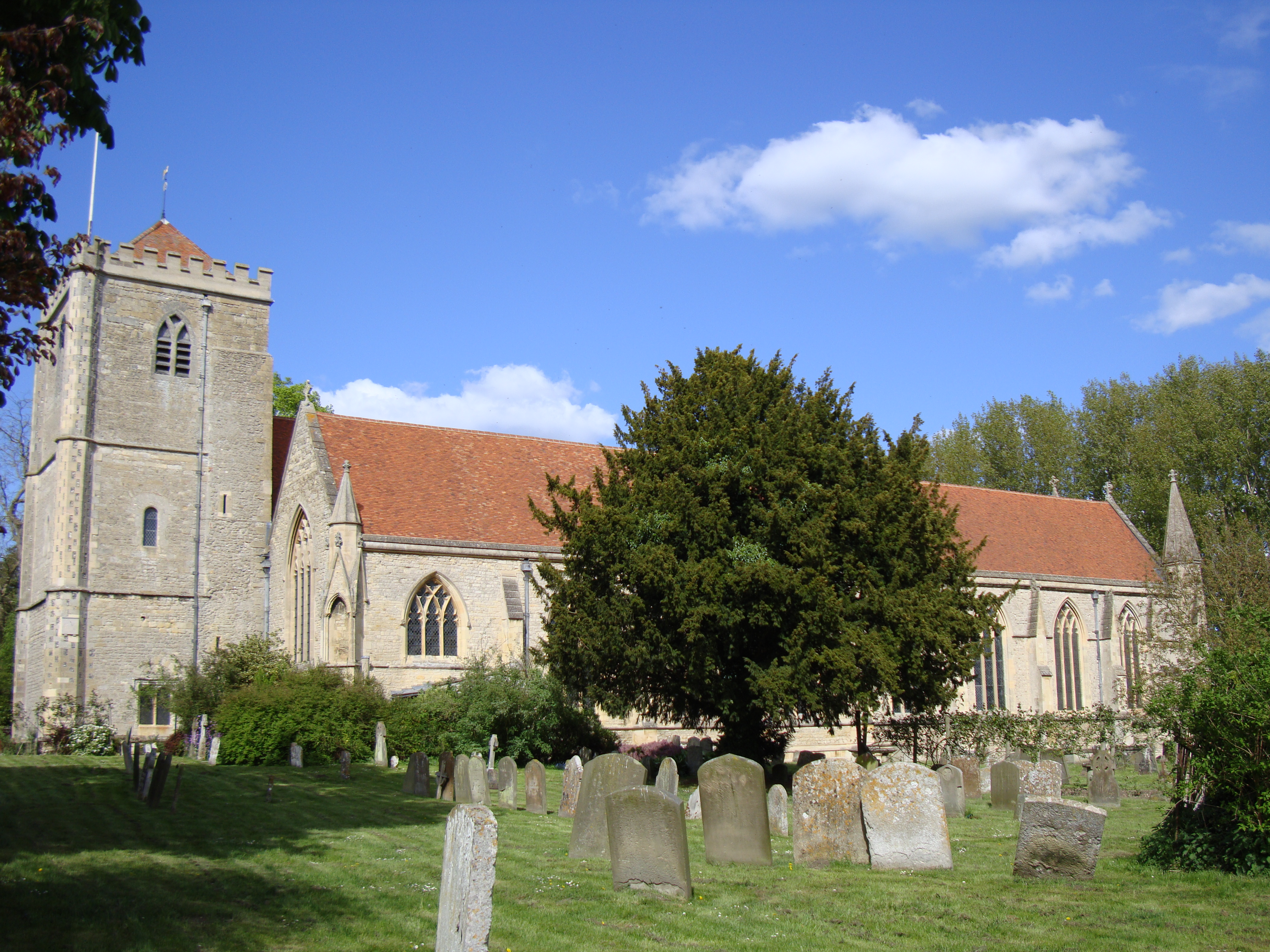
L'església de l'antiga abadia.

Els romans van triar aquest lloc per la seva posició estratègica a la vora d'un riu navegable, el Tàmesi, i hi van construir un vicus. Aquest petit grup de cases estava enllaçat per un camí que comunicava amb el campament d'Alchester (Ælia Castra ), a 16 milles (25 km) al nord. L'origen del nom Dorchester és desconegut, segons Beda deriva de la paraula celta Dorcic però aquesta hipòtesi no és acceptada actualment.
L'any 634 el papa Honori I va enviar un bisbe anomenat Birinus a convertir els saxons que habitaven la vall del Tàmesi. El rei Cynegils va rebre el bateig de Birinus i li va donar Dorchester perquè hi establís la seu de la seva diòcesi. Aquesta diòcesi era molt extensa: abastava gairebé tot el territori de Wessex i Mèrcia. Amb el temps Dorchester va ser de facto la capital de Wessex, que més endavant seria el regne dominant d'Anglaterra. Finalment Winchester la va desplaçar en importància i el bisbat hi va traslladar la seu l'any 660. Uns deu anys després i durant una breu temporada, Dorchester va tornar a ser una seu bisbal sota control de Mèrcia. Al voltant de l'any 875, el bisbe va transferir la seu a Leicester i la diòcesi es va unir a la de Lindsey el 971. El darrer canvi de la seu va ser l'any 1072 quan es va instal·lar a Lincoln.

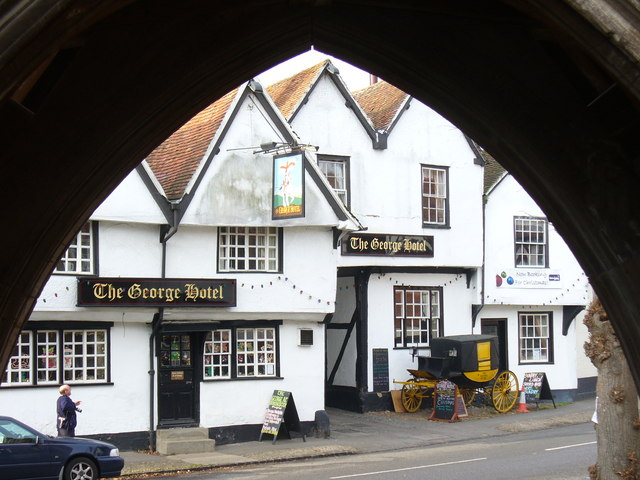
George Hotel

Al segle xii l'església parroquial, que estava dedicada a sant Pere i sant Pau, va ser ampliada per adaptar-se als cànons d'una comunitat de monjos agustins. Quan el rei Enric VIII va prohibir les ordes monàstiques el 1536, el monestir va ser venut per 140 lliures a un home ric anomenat Richard Beauforest, mentre que l'església es va conservar.
A Dorchester es conserven dues antigues cases de posta que es feien servir per als carruatges de la ruta Gloucester-Oxford-Londres: la George i la White Hart. La primera té una galeria d'art del 1495 i s'ha fet servir com a escenari per filmar pel·lícules, per exemple una de l'Agatha Christie l'any 2006.

## Esdeveniments socials

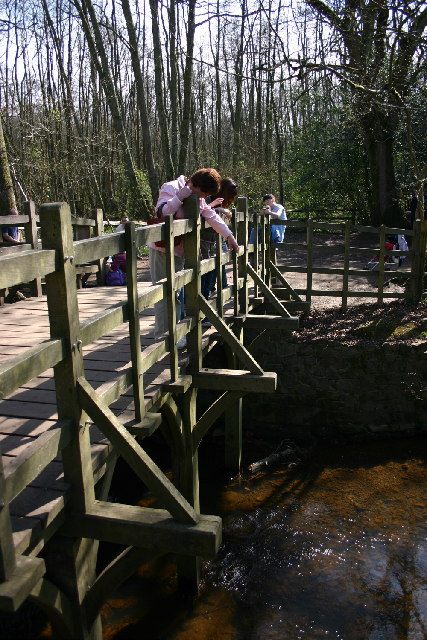
Nens jugant al Poohsticks

A Dorchester on Thames s'hi celebren diverses activitats socials, en destaquen:
- La biennal Dorchester on Thames Festival, que són 10 dies del mes de maig amb l'objectiu de recaptar fons per obres benèfiques.[9]
- Un festival de música anomenat English Music Festival.[10]
- En un pont sobre el Tàmesi se celebra el Day's Lock, un concurs de Poohsticks que consisteix en deixar caure un branquilló en una banda del pont i el branquilló que apareix primer per l'altra banda del pont és el guanyador. Aquest joc porta el nom de Winnie-the-Pooh, un popular personatge de ficció de la literatura infantil que el practicava en les seves històries.